# Intel Inspector
Intel Inspector (anteriormente conocido como Intel Thread Checker) es una herramienta de verificación y depuración de memoria y subprocesos para aumentar la confiabilidad, seguridad y precisión de las aplicaciones C / C++ y Fortran.
- Confiabilidad: encuentre interbloqueos y errores de memoria que causan bloqueos y fallas
- Seguridad: busque vulnerabilidades de memoria y subprocesamiento utilizadas por los piratas informáticos
- Precisión: identifique la corrupción de la memoria y las condiciones de carrera para eliminar resultados erróneos

La naturaleza no determinista de los errores de subprocesamiento dificulta su reproducción. Intel Inspector detecta y localiza errores de subprocesos que incluyen condiciones de carrera, interbloqueos, análisis de pila de llamadas configurable en profundidad, guía de diagnóstico, conocimiento incorporado de Threading Building Blocks (TBB), OpenMP y subprocesos POSIX o Win32.
La verificación de memoria incluye fugas de memoria, punteros colgantes, variables no inicializadas, uso de referencias de memoria no válidas, memoria no coincidente, asignación y desasignación, verificaciones de memoria de pila y seguimiento de pila con profundidad de seguimiento de pila controlable. Intel Inspector encuentra estos errores y se integra con un depurador para identificar los problemas asociados. También diagnostica el crecimiento de la memoria y localiza la pila de llamadas que lo provoca.
Intel Inspector tiene integración con depuradores (Microsoft VS debugger, GDB) para que Inspector detecte automáticamente un error y coloque un punto de interrupción del depurador en la ubicación del código problemático, lo que permite al usuario investigar los detalles en un depurador.
La herramienta también detecta errores de memoria persistentes. 3D XPoint es una nueva tecnología de memoria persistente emergente para los centros de datos. Inspector detecta errores de memoria persistentes, como vaciados de caché redundantes, vallas de memoria, almacenamientos de memoria persistentes desordenados, registros de deshacer incorrectos, etc.
Intel Inspector está disponible de forma gratuita como herramienta independiente, como parte de Intel oneAPI HPC and IoT Toolkits. El soporte comercial de pago opcional está disponible para Intel HPC e IoT Toolkits.